# Jevín
Jevín je zaniklá tvrz na západním okraji Jeviněvsi v okrese Mělník ve Středočeském kraji. Postavena byla pravděpodobně na začátku patnáctého století a už během husitských válek zanikla. Zachovaly se po ní terénní relikty opevnění a budov, které jsou chráněny jako kulturní památka.

## Historie
O Jevíně se nedochovaly žádné písemné prameny, ale podle archeologického výzkumu pochází pozůstatky sídla ze třináctého až patnáctého století. Jediná zmínka o panském sídle v Jeviněvsi pochází ze čtrnáctého století, kdy část vesnice patřila Marešovi staršímu z Dědibab. Součástí jeho dílu byl alodní poplužní dvůr, ve kterém v patnáctém století sídlil Pešík z Valovic.
Sídlo mohlo hypoteticky vzniknout už v mladší době hradištní a zaniknout před první písemnou zmínkou o Jeviněvsi v roce 1374. Druhou možností je, že tvrz založil církevní nebo šlechtický stavebník v době před husitskými válkami, přičemž v tomto případě tvrz brzy zanikla. Možným stavebníkem byl Jan ze Solan, který část Jeviněvsi koupil od Mareše mladšího z Dědibab a zemřel roku 1415. Tvrz by potom zanikla během husitských válek.
Ačkoliv bývá Jevín označován jako hrad, vzhledem k rozsahu dochovaných částí patří do kategorie tvrzí nebo menších hrádků.

## Stavební podoba
Tvrz byla založena na ostrožně s nadmořskou výškou 258 metrů. Na přístupné západní straně ji chránil šíjový příkop široký třicet metrů a osm metrů hluboký. Užší příkop lemoval také zbývající strany a na vnější straně se před ním na severu nachází val. Na jihu val zanikl přibližně v době od poloviny devatenáctého do poloviny dvacátého století, kdy přilehlé pozemky sloužily jako zahrada.
Centrální pahorek je rozdělen na dvě části. Jižní polovina byla pravděpodobně zplanýrována ve stejné době jako val. V severní části se dochovaly prohlubně, které jsou pozůstatky budov. Obvod pahorku nejspíše lemovala kamenná hradba. Hlavní budovou byla věžová stavba v severozápadním nároží a doplňovala ji snad další budova na východní straně. Mohla být podsklepená, ale dochovaná prohlubeň může být i nelegálním výkopem.

## Přístup
Ke zbytkům tvrze vede odbočka z červeně značené turistické trasy ze Ctiněvsi do Mlčechvost.